# Joaquín Murietta
Joaquín  Murietta  Carrillo  (também grafado Murrieta ou  Murieta; Sonora, México, 1829-1853), por vezes cognominado Robin Hood do Oeste ou Robin Hood do El Dourado, foi um minerador e lendário fora-da-lei da Califórnia durante o período da febre do ouro, na década de 1850.  A depender do ponto de vista, é referido como um perigoso bandido ou como um herói mexicano. De qualquer maneira, para alguns activistas políticos o seu nome tem simbolizado a resistência latino-americana perante a dominação económica dos "Anglos", nas terras da Califórnia.
Segundo a tradição, foi levado a buscar vingança depois que ele e seu irmão foram falsamente acusados de roubar uma mula. Seu irmão foi enforcado e Joaquín chicoteado. Sua jovem esposa foi estuprada por uma gangue. Na sequência, Joaquín perseguiu todos os que haviam violado sua mulher, embarcando em uma curta mas violenta carreira que levou a morte a seus torturadores Anglos. O estado da Califórnia ofereceu então uma recompensa de até US$ 5 000,00 pela captura de Murieta - "vivo ou morto". Ele teria sido assassinado em 1853, mas as notícias de sua morte foram contestadas.
De fato, há muita controvérsia em torno da figura de Joaquín Murieta e sobre muitos dos eventos de sua vida. 
John Rollin Ridge, neto do líder Cherokee Major Ridge, ao ouvir falar de um mineiro mexicano que se transformara em bandido, ficou intrigado com a história e acabou por escrever um romance sobre isso, The Life and Adventures of Joaquín Murieta: The Celebrated California Bandit, em 1854. Esse relato fictício  foi traduzido para vários idiomas europeus. Uma parte do romance de Ridge foi reimpressa, em 1858, na California Police Gazette e traduzida para o francês, em 1862, quando o norte-americano Roberto Hyenne aparece como o autor de Un bandit californien (Joaquín Murieta). Esse relato será mais tarde traduzido para o espanhol, sob  o título de El bandido chileno Joaquín Murieta en California, e publicado no Chile em 1879, com a "transformação" do mexicano Murieta  migrante em chileno. A partir daí, difundiu-se a versão de que Murieta teria nascido em Quillota, perto de Valparaíso, Chile. Víctor Jara, na sua canção "Así como hoy matan negros" trata-o como um personagem chileno, tal como Pablo Neruda, em Fulgor y muerte de Joaquín Murieta.
Mais tarde, já no início do século XX, o escritor Johnston McCulley terá baseado no romance de Ridge o personagem Don Diego de la Vega (mais conhecido como Zorro), protagonista do seu romance homônimo, publicado em 1919.

## Vida

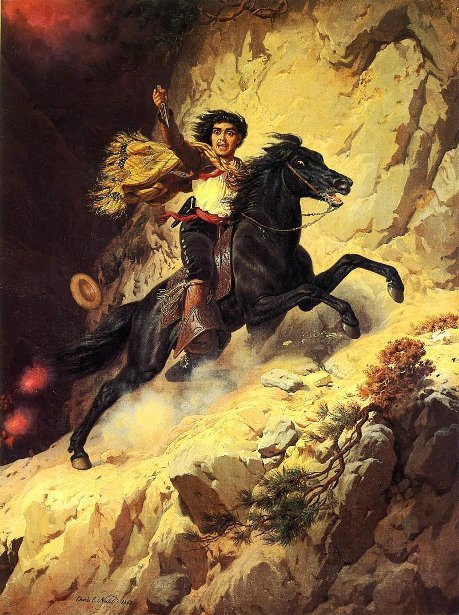
Joaquin Murieta, pintura de Charles Christian Nahl (1868).

Murrieta, o cavalheiresco herói mexicano, é um personagem trágico e romântico da luta pelo ouro da Califórnia. Joaquín Murrieta nasceu em Sonora, México - especificamente na cidade de San Rafael de el Alamito, comunidade que desapareceu no início do século passado e está localizado no atual município de Trincheras, em Sonora.
Segundo a tradição, Murieta chegou à Califórnia em 1850, em busca de fortuna, durante a corrida do ouro, assim como milhares de outros imigrantes de Sonora. No entanto, em vez de oportunidades iguais, encontrou um contexto de violência alimentada por forte discriminação racial. Trabalhadores não brancos eram acossados e expulsos das minas por grupos de justiceiros. Se resistiam, eram assassinados ou linchados. Sob pressão dos mineiros ianques, a legislatura de Sacramento aprovou o Foreign Miners Act (1850) o Greaser Act (1855) e visando expulsar os mexicanos. O Greaser Act de 1855 definia como "vagabundos" as pessoas de ascendência hispânica ou indiana que "andam armadas e não são pacíficas", e o Foreign Miners Act estabelecia a cobrança de USD$20 por mês aos estrangeiros (basicamente trabalhadores mexicanos e chineses), em troca do direito de minerar.
Nesse contexto violento, muitas histórias surgiram em torno de Murieta sendo difícil separar o que é fabuloso do que é factual. No entanto, parece haver um consenso de que os anglos o expulsaram de uma rica área de mineração e que, sucessivamente, sua esposa teria sido estuprada, seu meio-irmão linchado e o próprio Murieta chicoteado. Incapaz de ganhar a vida legalmente, foi jogador de cartas por algum tempo, e depois, vendedor de cavalos (ocasionalmente, ladrão de cavalos),  até se tornar parte de um bando chamado Los cinco Joaquines, juntamente com Joaquín Botellier, Joaquín Carrillo, Joaquín Ocomoreña e Joaquín Valenzuela.
Entre 1850 e 1853, esses homens, ao lado do braço direito de Murieta, Manuel García, conhecido como "Three Fingered Jack" ("Jack Três Dedos"), foram responsáveis pela maioria dos assaltos, roubos e assassinatos cometidos na área da Mother Lode (o filão mãe ou mor), em Serra Nevada. Foi-lhes atribuído o furto de mais de US$100.000 em ouro e mais de cem cavalos, bem como da morte de 19 pessoas (a maioria deles mineiros chineses) e de fugirem de três processos de posse comitatus, matando três policias. Não há consenso sobre quem fosse o líder de Los cinco Joaquines e também nunca se soube se era de facto apenas um bando, ou se havia outros. Supõe-se que o bando tenha sido apoiado e protegido por californianos, incluindo Robert Livermore.
A 11 de Maio de 1853, o então governador da Califórnia John Bigler, assinou a lei de criação dos California Rangers, sob o comando do capitão Harry Love, um antigo Texas Ranger), cuja finalidade era a de eliminar Los cinco Joaquines. O salário desses guardas era de aproximadamente 150 dólares, mas também poderiam ganhar uma recompensa de US$ 5 000, se fossem bem sucedidos em acabar com Murieta. A 25 de Julho de 1853, um grupo de rangers encontrou um grupo de mexicanos perto de Paso Panoche no Condado de San Benito, a cerca de 50 km da Mother Lode e, como esperado, houve um confronto em que dois dos mexicanos foram mortos e os Rangers afirmaram que se tratava de Murieta e  de García.
Os Rangers cortaram uma das mãos de García e a cabeça de Murieta, como prova da sua morte e colocaram-nas em uma pipa com etanol, levando-as em seguida para Stockton, São Francisco, onde exibiram a suposta cabeça de Murieta, conservada dentro de um frasco de vidro, e espectadores curiosos a podiam ver a troco de um dólar. Devido a dúvidas levantadas sobre a autenticidade da cabeça, os Rangers coagiram dezassete pessoas a identificarem a cabeça  como pertencente, de facto, a Murieta, pelo que Love e os seus Rangers receberam a recompensa em dinheiro. No entanto, uma jovem mulher que alegou ser irmã de Murieta afirmou que a cabeça não era dele, pois não tinha uma cicatriz na cara que lhe era característica. Houve também muitos relatos de avistamentos de Murieta, após a sua suposta morte. Muitas pessoas criticaram Love por ter exibido a cabeça de Murieta, em cidades longe dos campos da mineração, onde Murieta poderia se reconhecido. Inclusive foi dito que Love e seus rangers inventaram a história da captura e morte de Murieta para cobrar a recompensa. De todo modo, a alegada cabeça de Murieta se perdeu durante o terremoto de San Francisco em 1906.

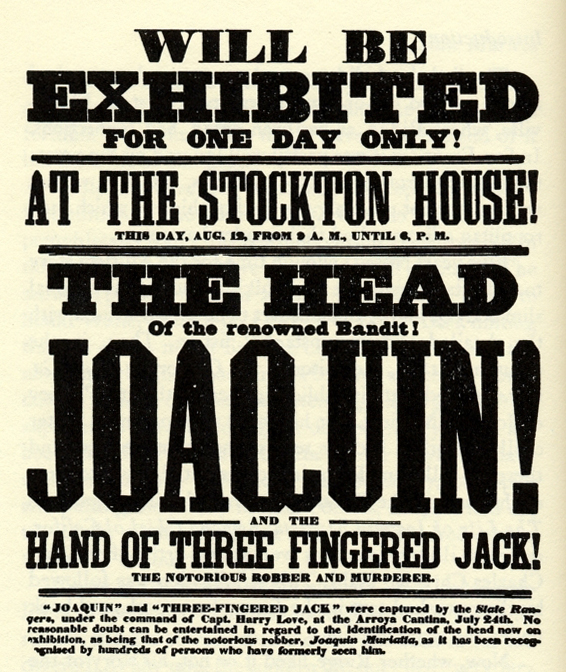
Cartaz anunciando a exposição da alegada cabeça de Joaquín Murieta (1853)

## A lenda
Pouco depois do seu desaparecimento, Murietta passou a ser assunto da história e da lenda. O primeiro texto sobre a vida dele apareceu em 1854, assinado por John Rollin Ridge. A história narra a forma como a mulher de Murrietta foi violada e morta pelos americanos e o seu irmão, foi enforcado por um crime que não cometeu, fazendo com que Murrietta jurasse vingança matando todos os "gringos" que encontrasse. Apesar de não haver provas que confirmem que estas coisas acontecem de facto a um homem chamado Joaquín Murrietta, a verdade é que era algo muito comum de acontecer aos latino-americanos que viviam na Califórnia naquela época, logo o paralelismo.
A atribuição da nacionalidade chilena pode ser o resultado de Murrietta ter lutado ao lado dos mineiros naturais daquele país durante a chamada "Guerra chilena". Um fragmento do livro de Ridge que foi reimpresso em 1859 na California Police Gazette ("Diário da Polícia da Califórnia), foi traduzido para o espanhol, de lá para o francês e finalmente de volta para o espanhol, por Roberto Hynne que afirmou ter estado na Califórnia durante a febre ouro. Esta última versão afirmava que Murrietta teria nascido no Chile em vez do México.
A lenda de Joaquín Murrietta possivelmente teria sido esquecida se não tivesse sido por John Rollins Ridge, um jornalista de origem cherokee que escreveu o livro Life e Aventuras de Joaquín Murrietta famoso Califórnia bandit em que descreve a vida, aventuras e morte de Joaquín. A prosa de Ridge ajudou a colocar Murrietta em um lugar proeminente no âmbito das tradições da Califórnia mexicana e, para os mexicanos, a sua imagem foi ampliada ao ponto de ser intitulado de El Patrio (A Pátria), um símbolo da causa perdida na guerra de invasão do México em 1847 perpetrada pelos EUA e  que terminou com o Tratado de Guadalupe Hidalgo e a perda de metade do  território mexicano.
Segundo a história de Ridge, Joaquín Murieta e os seus homens usavam como refúgio as montanhas circundantes da Mother Lode. Juntou o seu bando a outros da região, criando Los Cinco Joaquines, um bando mais forte que granjeou a simpatia da população mexicana, aumentado dessa forma as suas operações com mais eficácia. Portanto, Joaquín Murrieta e os seus homens, sublimavam o ressentimento e a vontade dos mexicanos de combater o jugo dos Anglos até à morte. A admiração dos seus compatriotas refletiu-se em canções e corridos sobre a vida de Murieta que chegaram até os dias de hoje.
Provavelmente, uma versão em espanhol da história de Ridge, também inspirou vários desses corridos sobre Murrietta que o retratam como um implacável vingador das injustiças cometidas contra os mexicanos. Gilberto Velez, em seu livro Corridos Mexicanos recolheu duas canções intituladas "Joaquín Murrietta".
A Universidade de Berkeley na Califórnia, tem uma cooperativa habitacional nomeada em sua homenagem, a Casa Joaquín Murrieta.

## A cavalgada de Murieta
Através do "Vale Central da Califórnia" e durante a última semana de cada mês de Julho, é efectuada a cavalgada de Joaquín Murrietta, uma peregrinação que visa comemorar a vida de Murrietta. Esta tradição iniciou-se com o canadiano de origem irlandesa, Sigurdur Christopherson, que dizia ter tido uma revelação de que o local onde Murrietta foi morto, era um lugar sagrado e que os homens assassinados ali eram especiais e foram enviados para ensinar as pessoas a não sofrer e a curar o sofrimento dos outros. Um ano mais tarde, Christopherson e quinze amigos fizeram um passeio entre Three Rocks e Arroyo Cantua. Ao longo do tempo e apesar da morte do canadense, a cavalgada tornar-se-ia uma tradição anual e, hoje em dia, chega a durar três dias, incluindo a participação de mais de oitenta pessoas, em um circuito de cerca de 30km.

## Murieta na mídia
Joaquín Murieta aparece como personagem de literatura, música popular, histórias em quadrinhos, cinema e televisão.
Literatura
- The Life and Adventures of Joaquín Murietade John Rollin Ridge, publicado um ano após a suposta morte de Murieta. Partes da obra foram traduzidas para o francês e o espanhol, aumentando sua lenda na Europa.

## O verdadeiro Zorro
- Murrieta foi, possivelmente, pelo menos em parte, a inspiração para o personagem fictício de "Zorro", o personagem principal da história de cinco partes, "The Curse of Capistrano", escrita por Johnston McCulley e publicada em 1919 em uma revista pulp.[18][19]
- Burns, Walter Noble (1932). The Robin Hood of El Dorado. New York: Coward-McCann, Inc.
- L'Homme aux Mains de Cuir (O homem com as mãos de couro) pelo escritor francês Robert Gaillard, publicado em 1963
- A sua história é narrada em uma peça de teatro Fulgor y muerte de Joaquín Murrietta, publicado em 1968 pelo escritor chileno Pablo Neruda.
- Surge como um personagem no romance "El Diablo, Murrieta y El Coyote" do escritor José Mallorquí, El Coyote era parcialmente inspirado em Zorro.[20][21]
- Na obra "Filha da Fortuna", de Isabel Allende, a jovem chilena Eliza Sommers apaixona-se por um rapaz chamado Joaquín Andieta, que parte para a Califórnia atrás de ouro. Ao descobrir que estava grávida, Eliza embarca em busca de seu amante. Na Califórnia, depara-se com relatos sobre um fora-da-lei latino de nome Joaquín Murieta, que ela acredita ser o seu amante, sob outro nome.[22] A própria Allende escreveu um romance de Zorro.[23]
- Bandit's Moon (1998), por Sid Fleischman, um premiado romance infantil
- L.A. Outlaws (2008), um romance  e uma outra série pelo de romances Charlie Hood por T. Jefferson Parker, que mostra Murieta como um ancestral de alguns dos personagens principais.
- The History & Adventures of the Bandit Joaquín Murietta (2012[17]), uma novela de Stanley Moss (b. 1948), recontando a lenda do fora da lei entrelaçada com um livro de memórias.
- This is a Suit – um poema slam por Joaquín Zihuatanejo.
- The California Trail por Ralph Compton, uma pequena parte nos capítulos 22 e 23.

Filmes e TV

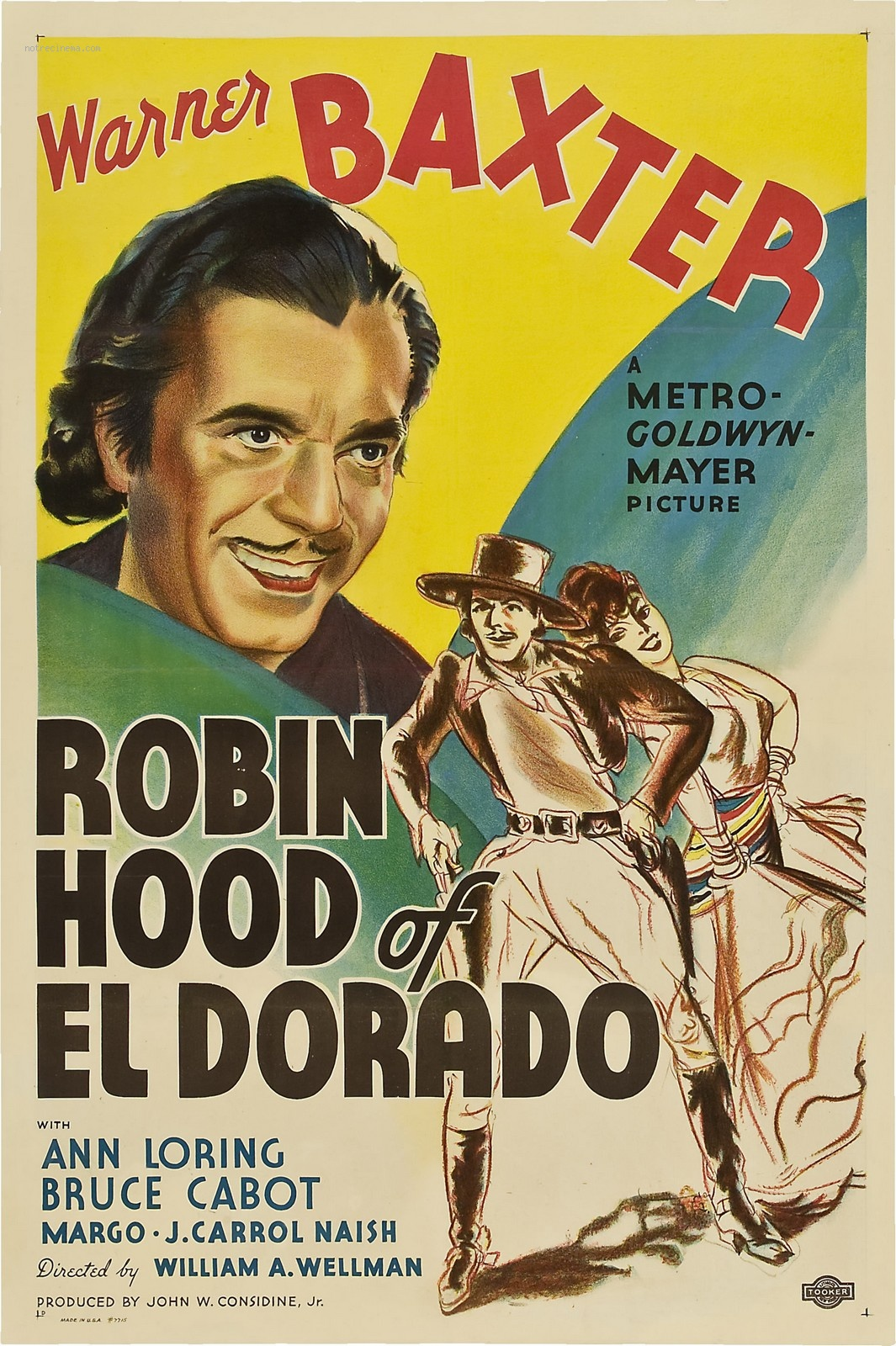
Pôster do filme The Robin Hood of El Dorado (1936).

- Murrieta é retratado como um personagem muito carismático no filme de 1936, de William A. Wellman: The Robin Hood of El Dorado.
- Murrieta foi interpretado por Phillip Reed no filme The Bandit Queen de 1950 de William Berke, na trama, assume a identidade de Carlos del Rio e auxilia Zarra Montalvo, que adota a identidade de Lola Belmont, uma heroína parecida com Zorro.
- No episódio  "California Bandits" da série de televisão The Adventures of Kit Carson, de 1951, Rico Alaniz interpreta Murrietta.
- Na série de televisão da Disney, Kent Taylor e Paul Picerni interpretaram respectivamente, os irmão Carlos e Pedro Murietta.[24]
- No episódio Joaquín Murrieta da série de televisão Stories of the Century, Rick Jason interpretou Murrieta.
- Death Valley Days, uma longa série de televisão e rádio, apresentou Murrieta nos episódios "I Am Joaquin" (1955) com Cliff Fields (creditado como Field) como Murrieta e "Eagle in the Rocks" (1960) como Ricardo Montalban como Murrieta.
- The Last Rebel (1958) um filme mexicano com Carlos Thompson como Murrieta.
- The Firebrand (1962) um filme com Valentin de Vargas como Murrieta.
- Joaquín Murrietta (1965), estrelado por Jeffrey Hunter no papel-título e dirigido pelo prolífico George Sherman, é basicamente uma versão cinematográfica do romance de Ridge e das famosas lendas tecidas em torno da vida dos latino-americanos.
- No episódio "Joaquín" da série The Big Valley, com Fabrizio Mioni como Juan Molina, suspeito de ser Joaquín Murrieta.
- Desperate Mission (1969), telefilme com Ricardo Montalbán reprisando o papel de Joaquín Murrieta.
- Um curta-metragem alemão chamado Murieta Theater, dirigido pelo realizador alemão Jürgen Böttcher, estreado em 1970.
- Um homem chamado Joaquín Murrietta aparece no filme The Mask of Zorro bem como Jack Três Dedos e Harry Love. Ainda no filme, não é Diego de la Vega (que aparece como o velho Zorro), mas sim Alejandro Murrieta (Antonio Banderas) que, após a morte do seu irmão, Joaquín, se transforma em Zorro e depois mata o Capitão Love como vingança.
- Murrieta é referenciado no episódio Snakes da quinta temporada de CSI por um suspeito que afirma ser seu descendente e portanto protegido por ele.
- Behind The Mask of Zorro (2005), documentário do History Channel sobre Murrieta e como ele inspirou o personagem Zorro.
- Faces of Death II, 1981 documentário falso sobre a morte. Acreditava-se que a cabeça de Murrieta no jarro tivesse sobrevivido ao terremoto e fosse vendida a diferentes colecionadores; seu "dono" atual está em exibição e explica a lenda.
- The Head of Joaquín Murrieta, (2015) um documentário curto da PBS. Como produtor John Valadez procura o chefe de Murrieta, e procura enterrá-lo.
- Na série Timeless, (2018) na primeira metade do final de duas partes da série "The Miracle of Christmas". Murrieta é interpretado por Paul Lincoln Alayo.

Histórias em quadrinhos
- Joaquín Murrieta em Desperado #2, Lev Gleason, agosto de 1948, arte de Dan Barry.
- Em 1950, Joaquín Murietta aparece na tira de jornal Casey Ruggles de Warren Tufts.[25]
- Death to Gringos! em Jesse James #7, Avon Periodicals, maio de 1952, arte de Howard Larsen.
- The California Terror! em Badmen of the West #2 [A-1 #120], Magazine Enterprises, 1954
- The Fabled Killer-Caballero Of California em Western True Crime #4, Fox Feature Syndicate, Fevereiro de 1949

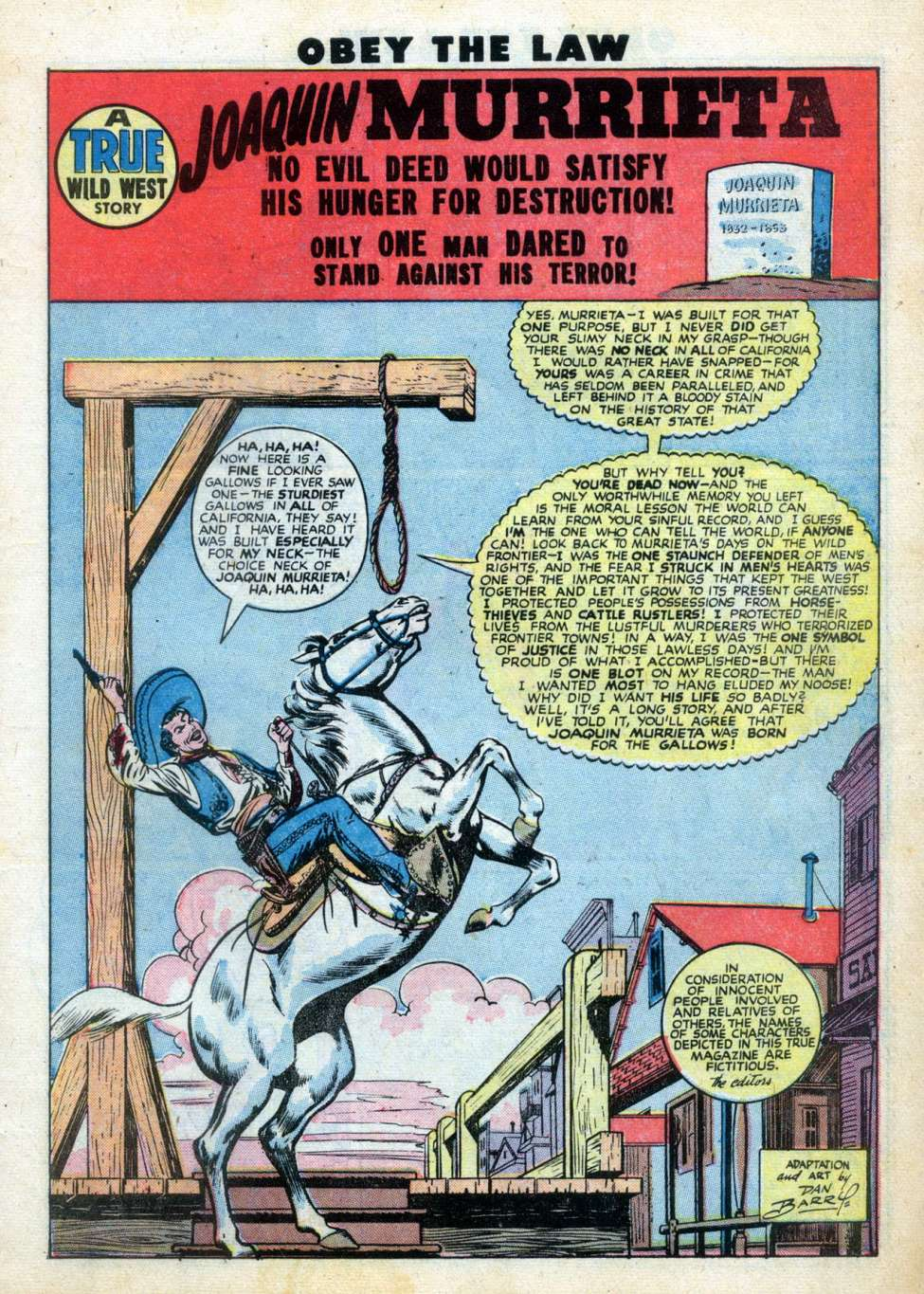
Joaquin Murrieta (agosto de 1948), arte de Dan Barry.
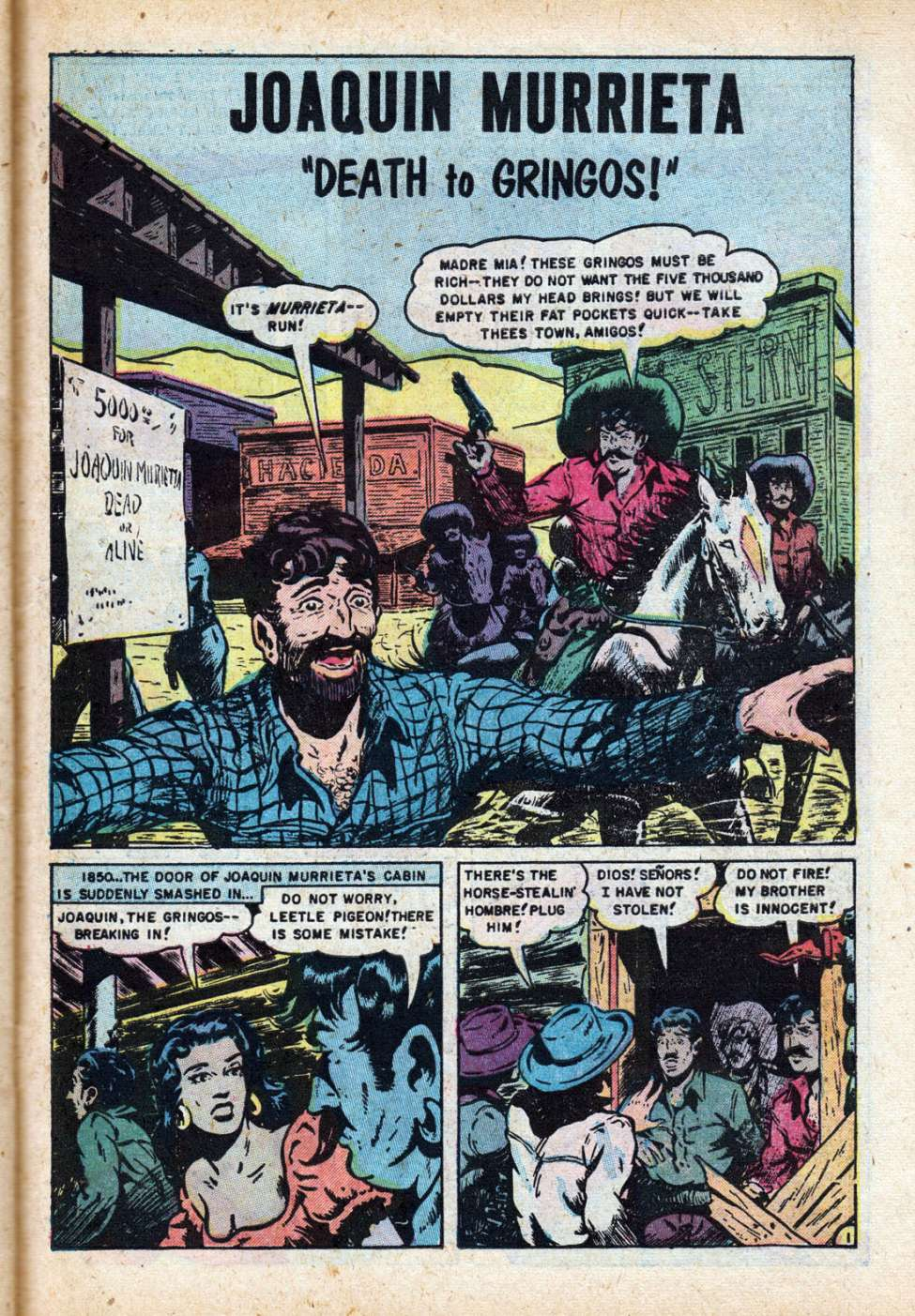
Death to Gringos! (maio de 1952), arte de Howard Larsen.
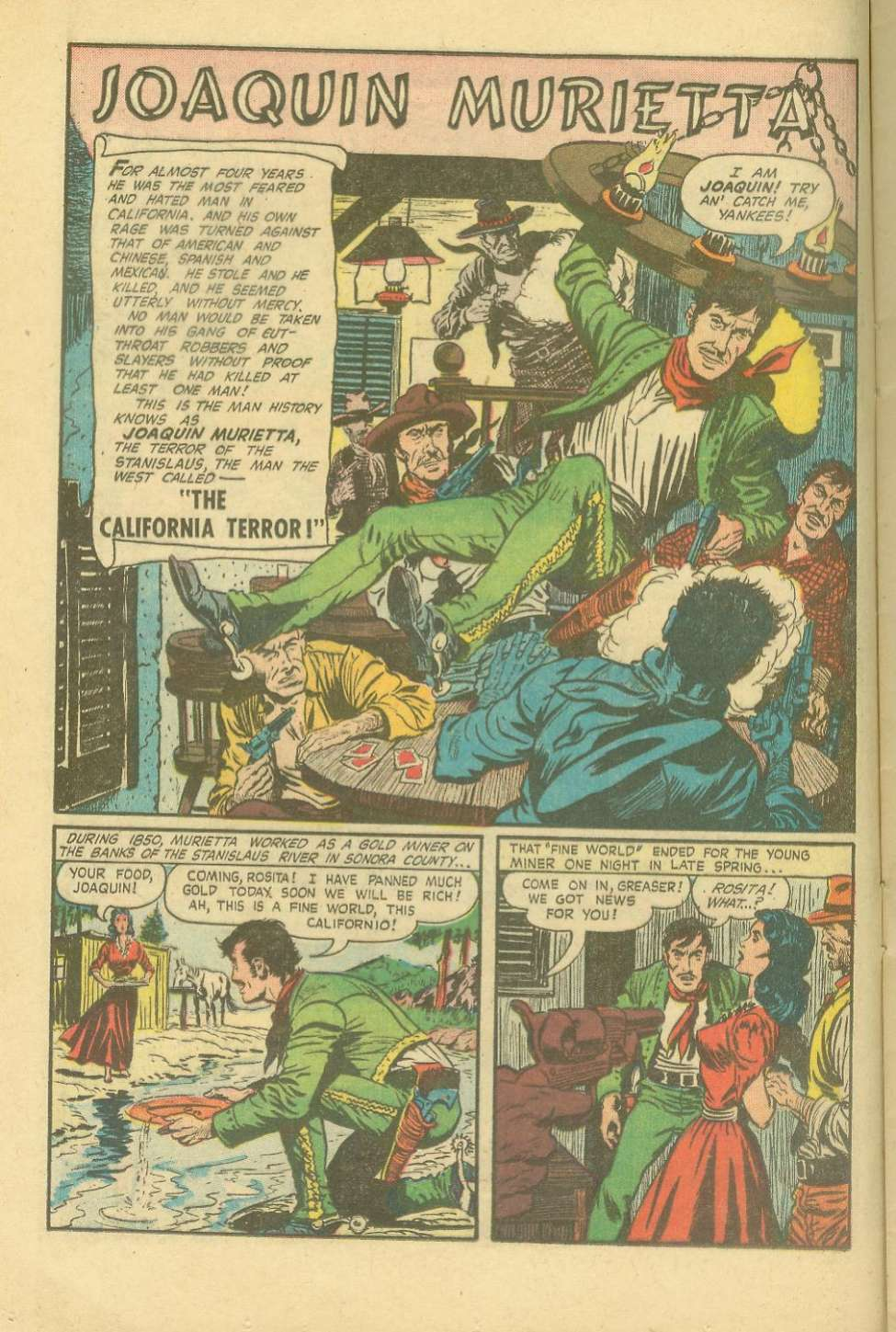
The California Terror!, Magazine Enterprises, 1954
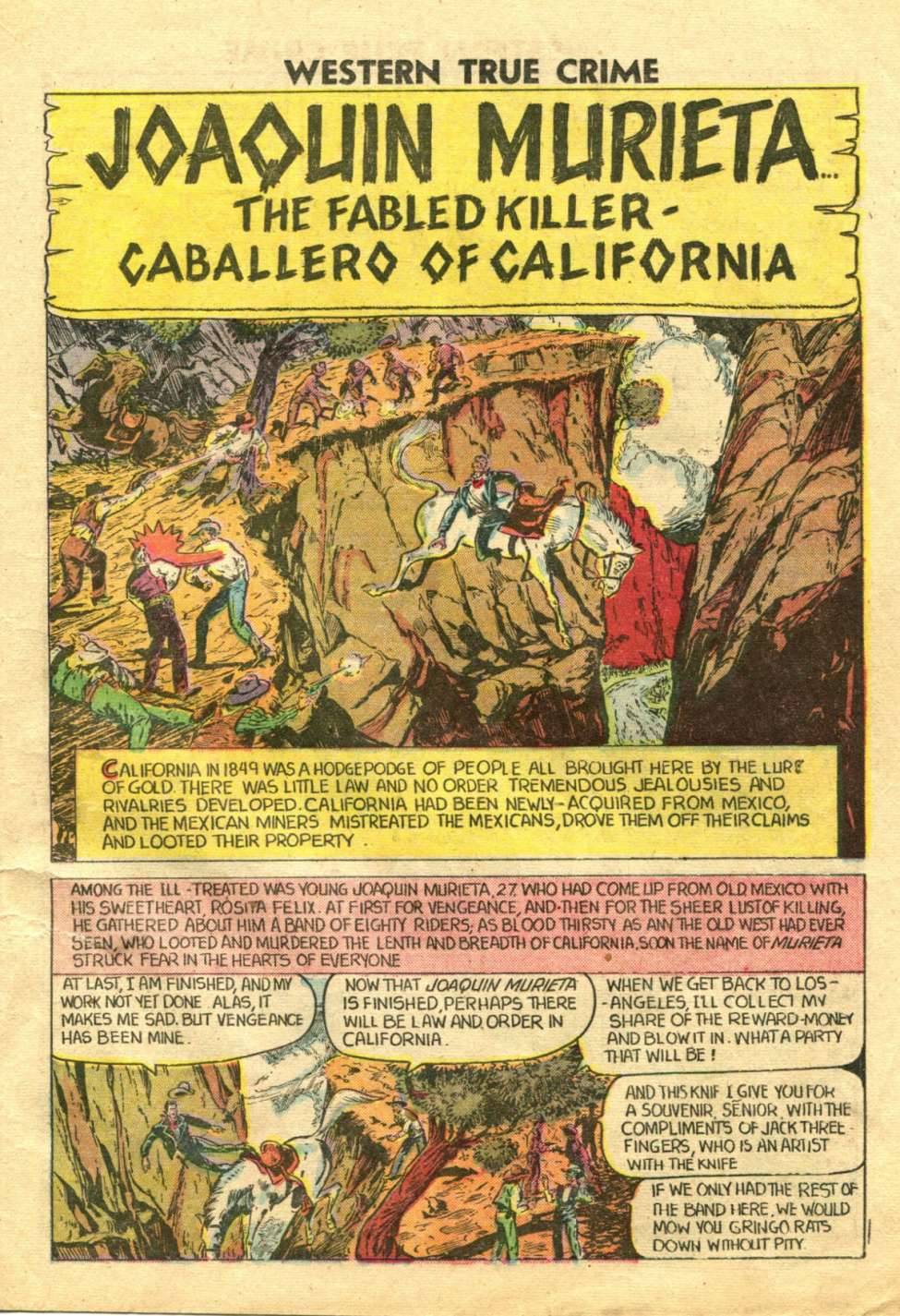
The Fabled Killer-Caballero Of California, Fox Feature Syndicate, Fevereiro de 1949

Música
- Os cantores sul-americanos Olga Manzano e Manuel Picon adaptaram a obra de Pablo Neruda Fulgor y muerte de Joaquín Murrietta para música, tornando na Cantata Fulgor y muerte de Joaquín Murrietta. Manzano e Picon em conjunto com o trio Alpataco e o solista Victor Velasquez interpretaram esta cantata que foi muito famoso na década de 70 e ainda agora é considerada um clássico da música sul-americana[26]
- A ópera rock russa Звезда и смерть Хоакина Мурьеты [Zviezda i smiert' Joakina Muriety] (Ascensão e morte de Joaquín Murrietta) de Alexei Rybnikov y Pavel Grushko (1982), baseia-se no texto Neruda.
- O canção Premonición de la muerte de Joaquín Murietta é uma homenagem de Quilapayún.
- Sergio Ortega, compositor chileno, escreveu uma versão de Fulgor y muerte de Joaquín Murrietta, do poeta Pablo Neruda. Canções como Así como hoy matan negros e Ya parte el galgo terrible foram interpretadas por grandes músicos chilenos como Víctor Jara, Quilapayún, Inti Illimani e Cuncumén.

#### Corrido
Corrido de Joaquín Murrieta
Yo no soy americano

pero comprendo el inglés,

me lo aprendí con mi hermano

al derecho y al revés

a cualquier americano

lo hago temblar a mis pies.
Cuando apenas era un niño

huérfano a mi me dejaron,

nadie me dio ni un cariño,

a mi hermano lo mataron

y a mi esposa Carmelita,

cobardes la asesinaron.
Yo me vine de Hermosillo

en busca de oro y riqueza

al indio pobre y sencillo

lo defendí con fiereza

y a buen precio los sherifes

pagaban por mi cabeza.
A los ricos avarientos

yo les quité su dinero,

con los humildes y pobres

yo me quité mi sombrero.

Ay qué leyes tan injustas

por llamarme bandolero.
A Murrieta no le gusta

lo que hace no es desmentir.

Vengo a vengar a mi esposa,

y lo vuelvo a repetir,

Carmelita tan hermosa,

cómo la hicieron sufrir.
Por cantinas me metí

castigando americanos.

Tú serás el capitán,

que mataste a mi hermano

lo agarraste indefenso,

¡orgulloso americano!.
Mi carrera comenzó

por una escena terrible

cuando llegué a setescientos

ya mi nombre era temible

cuando llegué a mil doscientos

ya mi nombre era terrible.
Yo soy aquel que domino

hasta leones africanos,

por eso salgo al camino

a matar americanos,

ya no es otro mi destino,

¡Con cuidado, parroquianos!
Las pistolas y las balas‹br›
son juguetes para mí,

balazos y puñaladas

carcajadas para mí,

ahora con medias cortadas

ya se asustan por aquí.
(Yo no soy gringo/No soy chileno) ni extraño

en este suelo que piso,

de México es California

porque Dios así lo quiso,

y en mi sarape cosida

traigo mi fe de bautizo.
Qué bonito es California

con sus calles alineadas

donde paseaba Murrieta

con su tropa bien formada,

con su pistola repleta

y su montura plateada.
Me he paseado en California

por el año del 50

con mi montura plateada

y mi pistola repleta:

Yo soy ese mexicano

de nombre Joaquín Murrieta.

#### Cuecas chilenas
Compiladas por "Los Chileneros", gravações de 1967 a 1973.
Por El Oro En California
Por el oro en California

al roto lo persiguieron

recortó la carabina

fue terrible bandolero.
Trabajó en Panamá

y en el canal

como el roto chileno

no hubo otro igual.
No hubo otro igual, ay sí

por su bandera

se vistió de milico

ganó la guerra.
Yo me saco el sombrero

roto chileno.
Joaquín Murieta
Apreciaban la cabeza

del temible forajido

y a ese roto chileno

ellos le hicieron bandido.
Vio ultrajar a su esposa

y la matanza

y así Joaquín Murieta

juró venganza.
Juró venganza, sí

choco y güen pingo

y asoló California

volteando gringos.
Y así el roto minero

fue bandolero.

Notas

1. 
2. 
3. 
4. 
5. 
6. 
7. 
8. 
9. 
10. 
11. 
12. 
13. 
14. 
15. 
16. 
17. 
18. 
19. 
20. 
21. 
22. 
23. 
24. 
25. 
26. 

- Billy the Kid
- Jesse James
- John Wesley Hardin

- «Fundação Murrieta» (em espanhol)
- «Cena de Fulgor y muerte de Joaquín Murrieta» (em espanhol)
- «Ópera rock Russa sobre Joaquín Murrieta» (em russo)
- «História e letras da ópera rock Russa sobre Joaquín Murrieta» (em russo)
- «Filme online da ópera rock Russa sobre Joaquín Murrieta» (em russo)